# Жандосово
Жандо́сово (каз. Жандосов) — село у складі Карасайського району Алматинської області Казахстану. Адміністративний центр Жандосовського сільського округу.
Населення — 6701 особа (2021; 5425 у 2009, 3173 у 1999, 2514 у 1989).
Розташоване на річці Шамалган. Засноване в 1958 році в зв'язку з утворенням плодово-ягідного об'єднання «Алмали». Перша назва — Верхній Чемолган.
З 1964 року носить ім'я Жандосова Оразалі Какімовіча, одного з перших казахських геологів.